# Humppa

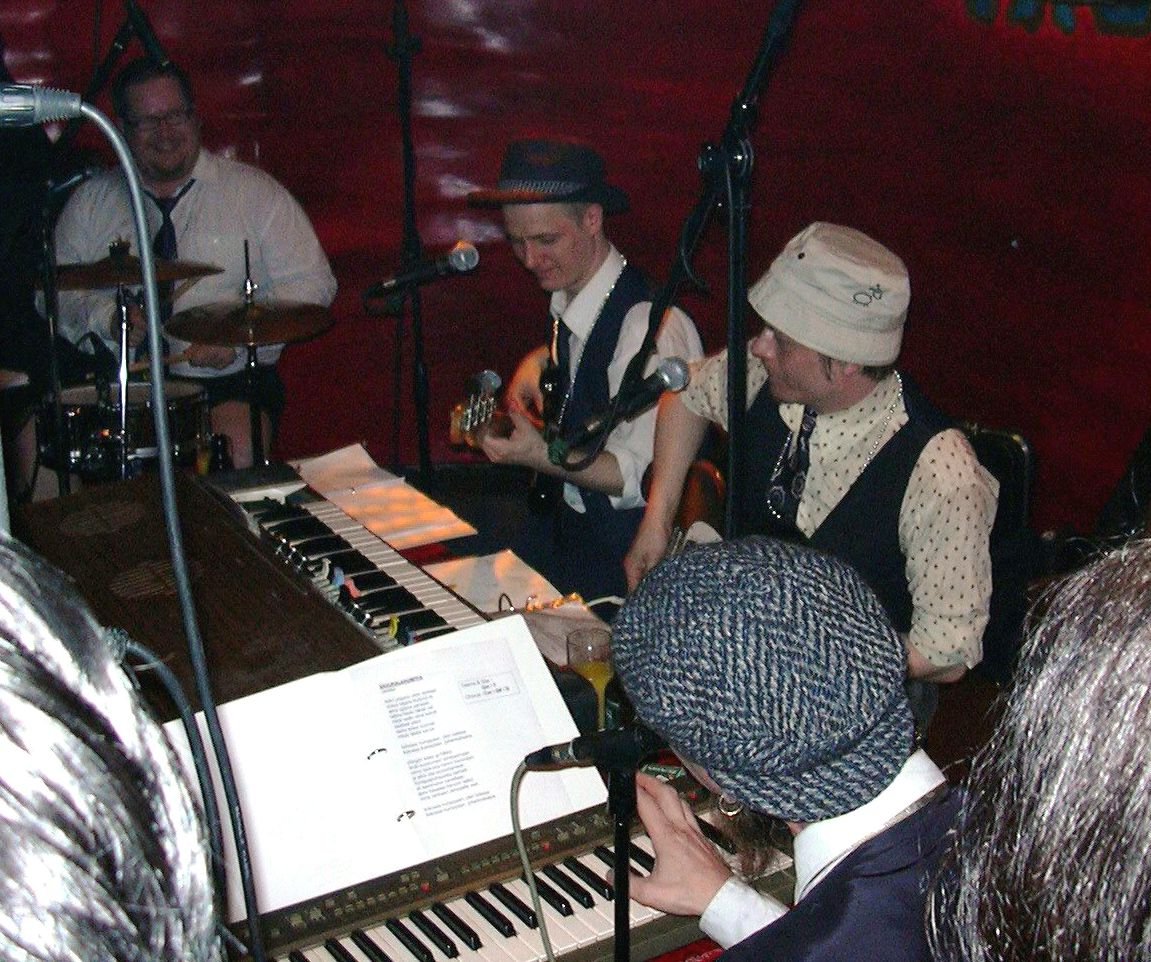
Vystoupení skupiny Eläkeläiset

Humppa je hudební styl, který je populární ve Finsku především jako doprovod k párovému tanci. Vyznačuje se rychlým tempem (kolem 125 dob za minutu) a 2/4 nebo 2/2 taktem. Pro interpretaci humppy je charakteristické využití akordeonu a dechových nástrojů. Příbuzná pomalejší verze je známa jako jenkka.
Styl vznikl před druhou světovou válkou promísením vlivů původní finské lidové hudby s americkým jazzem i společenskými tanci kontinentální Evropy, jako waltz, polka, foxtrot nebo quickstep, později přibyly i prvky latinskoamerických tanců. K průkopníkům této hudby patřila skupina Dallapé nebo zpěvák Georg Malmstén. Název humppa vznikl roku 1958, když rozhlasový moderátor Antero Alpola vyprávěl o kapele, kterou slyšel na Oktoberfestu a k napodobení rytmických přiznávek použil citoslovce oompah oompah, které se mezi finskými posluchači ujalo. Významným interpretem doby, kdy tvořila humppa hlavní proud finské pop music, byl Erkki Junkkarinen.
V sedmdesátých letech získala humppa pověst hudby pro starší a usedlé lidi. To vedlo k novému pojetí tohoto stylu, který mladá generace hudebníků používala jako nástroj ironie a společenské kritiky — příkladem byl protestní zpěvák Rauli Somerjoki. V roce 1993 vznikla v Joensuu skupina Eläkeläiset (doslova Důchodci), jejíž parodie na světové hity ve stylu humppa získaly ohlas i v zahraničí. Začalo se také používat označení humppa metal pro soubory, kombinující metalový zvuk s rytmem humppy, jako jsou Finntroll nebo Korpiklaani.
V Norsku se provozuje podobný styl zvaný ompa, jehož známými představiteli jsou Kaizers Orchestra. V Německu se tomuto žánru věnuje kapela Die Wallerts.